# Serra de l'Arca
La serra de l'Arca és una serra situada entre els municipis del Brull i d'Aiguafreda, a la comarca d'Osona, al sector nord-occidental del massís del Montseny, just al límit del Parc Natural. La seva elevació màxima és de 878 metres, al cim del serrat de la Peça.
La serra presenta la concentració més gran de monuments megalítics del Montseny, entre el conjunt dels dòlmens de la Serra de l'Arca i tombes. L'etapa 10 del GR 2 (que uneix la Jonquera amb Aiguafreda), recorre quasi íntegrament la carena d'aquesta serra de nord a sud.